# Brother Jonathan (Lokomotive)
Brother Jonathan war eine 1832 in den Vereinigten Staaten gebaute Dampflokomotive. Sie war als erste Lokomotive mit einem vorlaufenden Drehgestell ausgerüstet.

## Geschichte

### Betriebliche Voraussetzungen
In der Anfangszeit der Eisenbahn im 19. Jahrhundert waren die meisten amerikanischen Eisenbahnstrecken schnell und billig gebaut. Neue finanzielle Mittel wurden meist in die Erweiterung des Streckennetzes gesteckt statt in den Unterhalt und Ausbau der bestehenden Strecken, so dass sich diese oft in einem schlechten Zustand befanden. Die anfänglich aus Großbritannien importierten Lokomotiven hatten einen starren Rahmen, in dem ihr Laufwerk montiert war. Für den Betrieb auf diesen Strecken mit ihren Unebenheiten und engen Kurven war diese Bauweise ungeeignet, oft kam es zu Entgleisungen. Deshalb wurden konstruktive Verbesserungen an den Lokomotiven gesucht, um deren Laufsicherheit und die Sicherheit des Eisenbahnbetriebs zu erhöhen.

### Konstruktionsverbesserung
Auf einen Vorschlag von Robert Stephenson hin entwickelte der amerikanische Bauingenieur John B. Jervis 1831 die Idee, ein Drehgestell unter das Vorderteil der Lokomotive zu setzen, um deren Spurführung zu verbessern. Diese Konstruktion wurde erstmals bei der im August 1832 abgelieferten Lokomotive Experiment der Mohawk & Hudson Railroad (M&HRR) angewendet. Die Lokomotive überzeugte lauftechnisch, war aber ein Misserfolg bezüglich ihres Dampfkessels, der mit dem damals in Amerika üblichen Brennmaterial Holz zu wenig Dampf erzeugte, denn die anderthalb Meter lange Feuerbüchse war für das in Großbritannien übliche Anthrazit ausgelegt. Die Lokomotive wurde deshalb im Winter 1833 mit einer neuen, für Holz geeigneten Feuerbüchse versehen. Vermutlich nach diesem Umbau wurde die Lokomotive in Brother Jonathan umbenannt.

### Name
Brother Jonathan war eine nach dem Amerikanischen Unabhängigkeitskrieg verbreitete Bezeichnung und Symbolfigur für die Bewohner der neugegründeten Vereinigten Staaten, vergleichbar mit Uncle Sam. Die Namensgebung sollte darauf hindeuten, dass die Lokomotive sowohl hinsichtlich des Kessels als auch des Laufwerks nicht mehr den englischen Konstruktionsgrundsätzen folgte und erfolgreich den amerikanischen Bedingungen angepasst wurde.

### Betrieb
Die Lokomotive war so erfolgreich, dass die Achsformel (4-2-0 / 2'A) den Namen Jervis erhielt. Brother Jonathan galt als schnellste Lokomotive ihrer Zeit und soll an die 100 km/h erreicht haben. Zwischen 1835 und 1842 wurden deshalb in Amerika fast ausschließlich Lokomotiven mit der Achsformel 2'A gebaut, so dass 1840 beinahe zwei Drittel aller Lokomotiven diese Achsformel aufwiesen. Die Zugkraft dieser Lokomotiven mit nur einer angetriebenen Achse erwies sich aber bald als ungenügend, so dass in den 1840er-Jahren Lokomotiven durch Hinzufügen einer Kuppelachse zu 2'B umgebaut wurden. Auch die Brother Jonathan wurde 1846 durch den schottischstämmigen Ingenieur Walter McQueen zu einer 2'B-Lokomotive umgebaut. Der Zeitpunkt der Außerdienststellung oder Verschrottung der Lokomotive ist unbekannt.

## Technik
Kessel und Triebwerk der ursprünglichen Experiment waren baugleich mit der Lokomotive Planet von Stephenson, während das Laufwerk völlig unterschiedlich war. Anstelle der starren Achsanordnung der Planet ordnete Jervis die Treibachse hinter der Feuerbüchse an und setzte ein zweiachsiges Drehgestell mit Außenrahmen unter den Vorderteil der Lokomotive. Der Kessel war relativ klein und erlaubte, die Treibstangen zwischen dem Kessel und dem Hauptrahmen hindurch zur gekröpften Treibachse zu führen.
Die Lokomotive stützte sich über seitliche Rollen auf den Drehgestellrahmen ab, so dass Wankbewegungen vermindert wurden. Der gegenüber der Planet verlängerte Radstand verminderte Nickbewegungen. Die Führungskräfte am ersten Radsatz wurden gegenüber einer zweiachsigen Anordnung halbiert, weil sich die Querkräfte am vorderen Ende der Lokomotive auf die beiden Radsätze des Drehgestells verteilten. Außerdem stellte sich bei dem Drehgestell die erste Achse auf Grund des Ausschwenkens annähernd radial ein, so dass der Anlaufwinkel verkleinert wurde.
Beim späteren Umbau zur 2'B-Lokomotive wurden kleinere Treibräder und größere Zylinder verwendet. Die neuen Treibräder hatten einen Durchmesser von 54″ (1372 mm), die Zylinder hatten jetzt einen Hub von 18″ (475 mm) und einen Durchmesser von 12″ (305 mm).